# Giuseppe Molteni
Giuseppe Molteni (Affori, 1800-Milán, 1867) fue un pintor italiano.

## Biografía
Nacido en Affori, cerca de Milán, hacia 1800, fue miembro de la Academia de Milán y conservador de la Galería Brera. Fue discípulo de la Academia de Milán. Su pintura de La confesión se encontraba en la Galería de Viena, y La sagrada familia en la Galería Nacional de Berlín, si bien su obra formaba parte principalmente de colecciones privadas. Ganó diversas medallas y recibió condecoraciones de varias órdenes. Falleció en 1867, el día 11 de enero, en Milán.